# Fantascienza umoristica

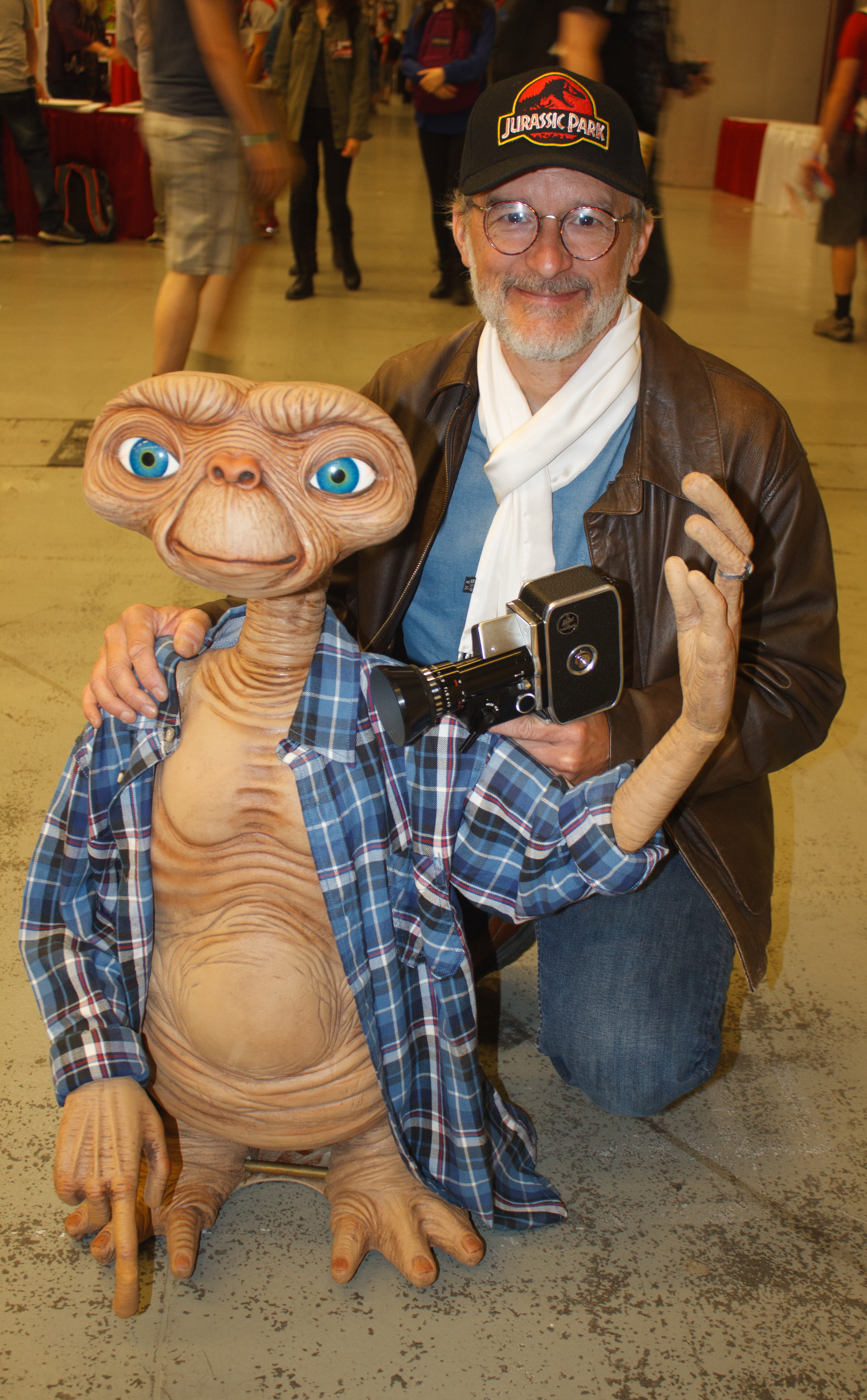
Steven Spielberg insieme ad un modello di E.T. nel 2016.

La fantascienza umoristica è un filone a cui possono essere ricondotte quelle storie che rivisitano i temi classici del genere fantascientifico in chiave umoristica, parodica o satirica. A tale definizione corrispondono soprattutto opere create a partire, circa, dalla seconda metà del Novecento, ossia da quando si iniziò a guardare alla fantascienza come ad un genere unitario e riferibile a caratteri e temi stabili.

## Storia e caratteristiche

Caricatura di uno scienziato pazzo, un personaggio stereotipato frequente nella prima fantascienza

Precursori del genere possono essere considerati Luciano di Samosata (Icaromenippo), Ludovico Ariosto, con alcuni episodi dell'Orlando furioso, Voltaire con Micromega e Giacomo Leopardi con alcune delle Operette morali (Dialogo della Terra e della Luna in cui Leopardi fa parlare il pianeta e il satellite e afferma anche l'esistenza degli alieni; Il Copernico, dialogo, ecc.). In essi l'umorismo e la satira scientifica si mescolano con il racconto filosofico e mitologico. Antonio Ghislanzoni è considerato uno dei primi autori del genere in Italia, grazie al romanzo apocalittico Abrakadabra - storia dell'avvenire (1864-65) e altri racconti minori.
La prima fantascienza moderna dei pulp magazine conteneva raramente storie comiche o umoristiche. Un'eccezione notevole è costituita dalla serie di racconti di Pete Manx di Henry Kuttner e Arthur K. Barnes (che a volte scrivevano assieme, a volte separatamente, sotto lo pseudonimo di Kelvin Kent). Pubblicata sulla rivista Thrilling Wonder Stories tra la fine degli anni trenta e l'inizio dei quaranta, la serie ha per protagonista un imbonitore che viaggia nel tempo e utilizza le proprie abilità per tirarsi fuori dai guai. Due serie successive cementarono la reputazione di Kuttner come uno dei primi e più popolari autori di fantascienza umoristica: la serie di Gallegher (su un inventore ubriacone e il suo robot narciso) e quella di Hogben (su una famiglia di hillbilly mutanti). La prima apparve su Astounding Science Fiction nel 1943 e 1948 e fu raccolta in volume come Robots Have No Tails (Gnome, 1952), mentre la seconda fu pubblicata su Thrilling Wonder Stories alla fine degli anni quaranta.
Negli anni cinquanta, con l'avvento della fantascienza "sociologica", emergono autori come Fredric Brown e Robert Sheckley, che fanno satira di costume e politica utilizzando le storie fantascientifiche, che dopo il boom degli anni trenta-quaranta, l'età d'oro, si erano riempite di stereotipi.
L'autore di fantascienza umoristica più popolare (spesso l'unico conosciuto al di fuori del genere) è però il britannico Douglas Adams, con la Guida galattica per autostoppisti (1979), nata come serie radiofonica nel 1978 e presto divenuta, grazie al successo, una serie di romanzi best seller. Le opere di Adams non fanno la parodia di un'opera di fantascienza in particolare, ma utilizzano piuttosto i temi della fantascienza per generare situazioni comiche paradossali. Il primo romanzo della Guida galattica ha avuto una trasposizione cinematografica per la regia di Garth Jennings nel 2005.
Rientrano nel filone satirico opere come Cyberiade di Stanisław Lem, che in modo giocoso e leggero porta avanti storie fantascientifiche ma rivelatrici delle eterne debolezze umane, in questo caso sotto forma delle piccole gelosie e invidie dei due costruttori scienziati Trurl e Klapaucius. In opere come questa l'umorismo filtra attraverso l'umanità dei protagonisti, più che toccare i canoni classici della fantascienza, che vengono rispettati. Sempre nel filone comico-satirico (in particolare, come satira del mondo accademico sovietico dell'epoca) rientrano i romanzi Lunedì inizia sabato (1964-1965) e La favola della Trojka (1967) dei fratelli Strugatskij. Nel primo si immagina che in Carelia esista un istituto di ricerca scientifica che si occupa di magia e stregoneria, popolato da personalità stravaganti (scienziati-maghi bravissimi ma anche emeriti cialtroni), nel secondo si immagina una colonia di fenomeni inspiegati soggiogata da una commissione amministrativa ipertrofica e grottesca.
Tra gli esempi di fantascienza comico-umoristica non stupisce trovare molti film, di solito parodie popolari di opere più celebri: un esempio è Balle spaziali, un film comico prodotto, interpretato e diretto da Mel Brooks come citazione e parodia della saga di Guerre stellari, oppure Mars Attacks! (1996) di Tim Burton, in cui i marziani, che a lungo furono considerati cattivi, poi riabilitati negli ultimi due decenni del XX secolo, si rivelano veramente cattivissimi. Il capolavoro della fantascienza satirica al cinema è spesso considerato Il dottor Stranamore (1963) di Kubrick, che mette in scena lo scoppio di una terza guerra mondiale facendone una pungente satira sulla guerra fredda.
Sebbene il genere sia stato principalmente esplorato nell'ambito dell'animazione, della letteratura e della cinematografia, non mancano gli esempi anche nel settore videoludico. Fra i casi più recenti possiamo menzionare Honkai: Star Rail, gioco di ruolo fantascientifico free-to-play che, spesso, pone al giocatore delle opzioni di dialogo assurde, umoristiche e giocose, spesso utilizzando anche termini derivanti dal Gergo di Internet e nascondendo degli Easter egg che fanno riferimento ad alcune opere celebri.

## Opere

### Animazione
- Futurama (1999)
- Rick and Morty (2013)

### Cinema

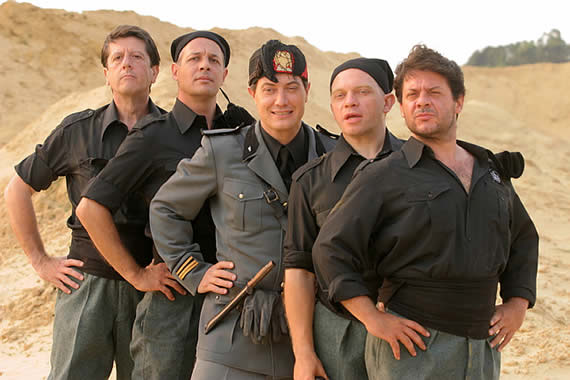
Fascisti su Marte (2006), un film satirico girato nello stile del Giornale Luce

- I prodigi del 2000 (Just Imagine, 1930), una commedia musicale di David Butler prodotto dalla Fox durante la Grande depressione.
- Totò nella luna (1958) di Steno; è stato visto come la risposta in chiave comica a La morte viene dallo spazio, primo film di fantascienza italiano, uscito lo stesso anno.
- Un marziano sulla Terra (Visit to a Small Planet, 1960) di Norman Taurog, prima incursione dell'attore comico Jerry Lewis nel genere fantascientifico, liberamente ispirato a una commedia di Gore Vidal.
- Il dottor Stranamore (1964) di Stanley Kubrick, satira di tema apocalittico sulla guerra fredda, mette in scena lo scoppio di una terza guerra mondiale con l'utilizzo di armi nucleari.
- Omicron (1963) di Ugo Gregoretti, satirico, descrive le avventure di un alieno incarnatosi sulla Terra nel corpo di un operaio, per preparare una invasione del mondo.
- I marziani hanno dodici mani (1964), di Castellano e Pipolo.
- Il disco volante (1964) di Tinto Brass. Un gruppo di alieni sbarcano in un paesino del profondo Veneto.
- Il dormiglione (Sleeper, 1973) di Woody Allen.
- Dark Star (1974) di John Carpenter; riprende molti elementi di 2001: Odissea nello spazio di Stanley Kubrick, in senso surreale e parodistico.
- Conviene far bene l'amore (1975), poco conosciuta escursione nel genere del regista Pasquale Festa Campanile.
- Ghostbusters - Acchiappafantasmi (Ghostbusters, 1984) di Ivan Reitman.
- I pirati dello spazio o I pirati della galassia (The Ice Pirates, 1984) di Stewart Raffill[11]
- Balle spaziali (Spaceballs, 1987) di Mel Brooks.
- Le ragazze della Terra sono facili (Earth Girls Are Easy, 1989) di Julien Temple
- I marziani invadono la Terra (Lobster Man from Mars, 1989) di Stanley Sheff, una presa in giro dei B-movie degli anni cinquanta sulle invasioni aliene.
- Teste di cono (Coneheads, 1993) di Steve Barron, ispirato agli sketch andati in onda nel programma televisivo Saturday Night Live, su una "normale" famiglia di extraterrestri che vivono negli USA.
- Mars Attacks! (1996) di Tim Burton.
- Men in Black (1997) di Barry Sonnenfeld, ironizza sulla teoria del complotto sugli UFO, che vede ovunque uomini in nero, emissari di un'agenzia segreta impegnati a tenere nascosta l'esistenza dei numerosi alieni immigrati che vivono tranquillamente sulla Terra sotto mentite spoglie.
- Galaxy Quest (1999) di Dean Parisot, parodia dei telefilm di fantascienza alla Star Trek.
- 2001 - Un'astronave spuntata nello spazio (2001: A Space Travesty, 2001) di Allan A. Goldstein.
- InvaXön - Alieni in Liguria di Massimo Morini
- Gli Incredibili - Una "normale" famiglia di supereroi (The Incredibles, 2004) di Brad Bird, film d'animazione, parodia dei fumetti dei supereroi e del filone spy-fi.
- Guida galattica per autostoppisti (The Hitchhiker's Guide to the Galaxy, 2005) di Garth Jennings, tratto dall'omonima serie di Douglas Adams.
- Star Wreck: In the Pirkinning (2005), film finlandese semi-amatoriale, parodia delle serie tv di Star Trek e Babylon 5.
- Alien Autopsy, di Jonny Campbell (2006), grottesco rifacimento della truffa inscenata da Gary Shoefield e Ray Santilli nel 1995, in cui si erano filmati mentre eseguivano un'autopsia ad un finto alieno spacciato per vero
- Fascisti su Marte (2006), di Corrado Guzzanti, tratto dall'omonima serie televisiva, una satira politica girata in stile Istituto Luce, in cui i Mimimmi sono sassi scambiati per marziani.
- Idiocracy (2006) di Mike Judge.
- Piacere Dave (Meet Dave, 2008) di Brian Robbins.
- Mostri contro alieni (2009) di Rob Letterman e Conrad Vernon, film d'animazione che parodia gli stereotipi dei film di fantascienza anni cinquanta, con una squadra di mostri che divengono eroi salvando la Terra da una minaccia aliena per conto del governo.
- Paul  (2011), di Greg Mottola
- Battleship (2012), di Peter Berg
- Un'occasione da Dio (Absolutely Anything), di Terry Jones  (2015)
- Addio fottuti musi verdi di The Jackal (2017)

### Fumetti
Le opere a fumetti che parodiano altre opere o temi di fantascienza sono innumerevoli. Ci limitiamo a citarne alcune:
- Varie storie di Jacovitti,[12], per lo più pubblicate nel settimanale Il Giorno dei Ragazzi, tra cui:
  - Pippo, Pertica e Palla: Pippo nella Luna (1945), Pippo nel duemila (1950), Pippo preistorico (1956)
  - alcune avventure di Tom Ficcanaso (1957-58).
  - Gionni Galassia (1958)
  - Baby Rocket (1963)
  - Microciccio Spaccavento (1965)
  - Arcicomiche stellari (1978)
- Storie dello spazio profondo (pubblicate dal 1969 sulla rivista Psyco), di Bonvi e Francesco Guccini[13]
- moltissimi fumetti con Eta Beta, della banda Disney, personaggio intrinsecamente buffo e fantascientifico (uomo del futuro).
- alcune storie de Gli astrostoppisti (1971) di Alfredo Castelli e Nevio Zeccara
- le storie seriali UFO di Pinky (1976) di Massimo Mattioli
- Topolino e il triangolo delle Bermude (1977) di Alfredo Castelli e Massimo De Vita
- Joe Galaxy (1979) di Massimo Mattioli
- Arthur King (1993) di Lorenzo Bartoli e Andrea Domestici
- Maledetta galassia! (1999) di Bonvi e Giorgio Cavazzano[14]; numerose altre storie disegnate da Cavazzano.

### Giochi
- Tales from the Floating Vagabond, (2017)

### Letteratura

Copertina del romanzo Il caso Jane Eyre di Jasper Fforde (ediz. Marcos y Marcos)

Nell'elenco (necessariamente incompleto) che segue, sono state privilegiate le opere tradotte in italiano.
- Varie storie di Fredric Brown, tra cui:
  - Assurdo universo (What Mad Universe, 1949). Un lettore di storie di fantascienza viene sbalzato in un universo parallelo in cui deve affrontare tutti gli stereotipi delle amate riviste pulp.
  - Marziani, andate a casa! (Martians, Go Home!, 1955), una satira delle storie sulle invasioni aliene: sulla Terra appaiono istantaneamente milioni di omini verdi, che portano l'umanità vicino al collasso semplicemente con la maleducazione. I marziani, intangibili e quindi impossibili da scacciare, adorano sbeffeggiare gli umani e rivelare i loro imbarazzanti segreti.
- Varie storie di Robert Sheckley, tra cui:
  - Serie di AAA Asso (AAA Ace, 1954-1955)[15], racconti. Due scalcinati "disinfestatori" si trovano alle prese con i problemi più assurdi nei più strani pianeti dell'universo.
  - Scambio mentale (Mindswap, 1966)
- Serie degli Hoka (Hoka sapiens) di Poul Anderson e Gordon R. Dickson (dal 1953), incentrata su dei simpatici alieni, gli Hoka, che sotto un ingannevole aspetto di pacioccosi orsacchiotti, nascondono una grande forza ed intelligenza, anche se sfortunatamente si fanno affascinare troppo dalle storie (libri, film, telefilm) terrestri, senza comprendere il concetto di fiction.
- I racconti di fantascienza satirica di William Tenn
- Le sirene di Titano (The Sirens of Titan, 1959) e buona parte delle altre opere di Kurt Vonnegut.
- Gli ordini non si discutono (1960)[16], racconto ironico di Lino Aldani in cui sia i marziani che i venusiani si travestono da terrestri e cercano di farsi passare per tali in una commedia degli equivoci.
- Serie del dott. Conway, racconti di James White raccolti nelle antologie Stazione Ospedale (Hospital Station, 1962) e Ospedale da combattimento (Star Surgeon, 1963).
- Galassia che vai (The Great Explosion, 1962) e il racconto breve Sarchiapone (Allamagoosa) del 1955 (forse l'unico racconto umoristico ad avere vinto il Premio Hugo)[17] di Eric Frank Russell
- Varie opere di Mack Reynolds
- Varie opere di Stanisław Lem, tra cui Cyberiade (Cyberiada, 1965) e le storie di Ijon Tichy come quelle raccolte in Memorie di un viaggiatore spaziale (Dzienniki gwiazdowe, 1971).
- Varie opere dei fratelli Arkadij e Boris Strugatskij, tra cui Lunedì inizia sabato (Podedel'nik načinaetsja v subbotu, 1964-1965) e La favola della Trojka (Skakza o Trojke, 1967).
- Varie storie di Harry Harrison, tra cui:
  - Serie di Jim diGriz, il Ratto d'acciaio (The Stainless Steel Rat, 1961-1999), parodia delle storie di fantaspionaggio incentrata sulla figura di un criminale interplanetario (quasi) imprendibile, costretto a trasformarsi in agente segreto.
  - Bill, l'eroe galattico (Bill, the Galactic Hero, 1965)[18]
  - Galaxy Rangers (Star Smashers of the Galaxy Rangers, 1973)[19]
- Vari racconti di Italo Calvino, raccolti ne Le cosmicomiche (1965), Ti con zero (1967), La memoria del mondo e altre storie cosmicomiche (1968) e Cosmicomiche vecchie e nuove (1984).
- Il sistema riproduttivo (The Reproductive System (a.k.a. Mechasm), 1968) di John Sladek.
- La serie di Angelo Di Stefano di Laurence Janifer & Stephen Treibich: Missili e serpenti blu (Target: Terra, 1968), Il satellite stregato (The High Hex, 1969) e The Wagered World (1969).
- Ciclo di Anthony Villiers di Alexei Panshin: Star Well (1968), La rivoluzione Thurb (The Thurb Revolution, 1968), Un mondo in maschera (Masque World, 1969)
- Dentista galattico (Proshto Plus, 1971) di Piers Anthony
- Venere sulla conchiglia (Venus on the Half-Shell, 1974) di Philip José Farmer (inizialmente pubblicato sotto lo pseudonimo Kilgore Trout)
- Le opere di Ron Goulart (anni settanta-ottanta)
- Le opere di Douglas Adams, in particolare la serie della Guida galattica per gli autostoppisti (1979-1992).
- Terra! (1983) di Stefano Benni, satirico, parla del mondo dopo una guerra nucleare causata da un topo.
- The Digging Leviathan (1984) di James P. Blaylock, primo romanzo di una trilogia steampunk proseguita con Homunculus (1986) e La macchina di Lord Kelvin (Lord Kelvin's Machine, 1992).
- Nessuna notizia di Gurb (Sin noticias de Gurb, 1990)[20] di Eduardo Mendoza, giallo comico-satirico il cui protagonista è un alieno a Barcellona nel periodo delle Olimpiadi.
- Una voce da Ganimede (Buddy Holly Is Alive and Well on Ganymede, 1991) di Bradley Denton, in cui un messaggio proveniente da Ganimede interrompe le trasmissioni tv di tutto il mondo: è il cantante Buddy Holly redivivo.
- Memorie di un cuoco d'astronave (1997) di Massimo Mongai e le altre storie di Rudy "Basilico" Turturro.
- Capitan Mutanda (Captain Underpants, dal 1997), serie di romanzi per ragazzi di Dav Pilkey.
- Il ciclo di Thursday Next di Jasper Fforde (ucronia): Il caso Jane Eyre (The Eyre Affair, 2001), Persi in un buon libro (Lost in a Good Book, 2002) e seguenti.
- E la padella disse... (2004), antologia di racconti (1984-2004) di Donato Altomare.
- Storia naturale dei giganti (2007) di Ermanno Cavazzoni, che, a dispetto del titolo, nella seconda parte tratta in chiave comica dello sbarco degli alieni come soluzione politica (e sentimentale).
- Il ciclo dei due romanzi di Warren Peace Legione Spaziale (Who Goes Here?, 1977) e Warren Peace (1993) di Bob Shaw, ambientato in un futuro in cui la razza umana si è espansa nell'Universo, dove il giovane Warren Peace, che in seguito ad un evento traumatico accadutogli si arruola nella "legione straniera del futuro" ottenendo la cancellazione della memoria in cambio della sua dedizione totale a vita, viene inviato su pianeti esotici a svolgere le missioni più improbabili.

### Musica
- Not As Good As The Book, album discografico del gruppo di rock progressivo The Tanget, basato su un racconto del leader della band Andy Tillyson, dove il protagonista Dave distrugge accidentalmente la Terra con una copia di Relayer degli Yes.[21]
- Ziltoid the Omniscient di Devin Townsend parla dell'invasione della terra da parte di Ziltoid, un alieno dai poteri soprannaturali.

### Televisione
- I Pronipoti (The Jetsons, 1962-1963), serie a cartoni animati di Hanna-Barbera che racconta le avventure quotidiane di una famiglia del futuro.
- La famiglia Mezil (in magiaro Mézga család, 1970-1980), serie animati a cartoni in cui una famiglia comune è alle prese con contatti con il futuro e con viaggi spaziali.
- Mork & Mindy (1978-1982), sitcom incentrata su uno sprovveduto extraterrestre che viene inviato sulla Terra per studiarne i costumi.
- Alf (1986 - 1990), sitcom su una famiglia che adotta un piccolo alieno pusillanime; con lo stesso personaggio è stata prodotta una serie animata omonima (1997).
- Il laboratorio di Dexter (1996-1998), serie animata che ha per protagonista uno scienziato pazzo in erba.
- Una famiglia del terzo tipo (1996-2001), sitcom
- Futurama (1999–2003, 2007-2013), serie a cartoni animati su un giovane che si risveglia in una New York dell'anno 3000 popolata da tutti gli stereotipi della fantascienza.
- Invader Zim (2001-2006), serie a cartoni animati con protagonista un basso invasore alieno allegramente inefficiente di natura megalomane e narcisista a cui è stato dato il compito di invadere la Terra, in realtà solo per non essere più visto dai leader del suo pianeta.
- Rick and Morty (2013-in corso), serie animata statunitense sul tema dei multiversi, racconta le eccentriche avventure di Rick Sanchez e suo nipote Morty Smith in viaggio fra gli universi paralleli

### Videogiochi
- Innocent Until Caught (1992) dalla Psygnosis e il seguito Innocent Until Caught 2: Guilty
- Destroy All Humans!

### Web
- The Orville, (2017) webserie ‘simil-Star Trek’ dai toni satirici e umoristici

## Bibliografia

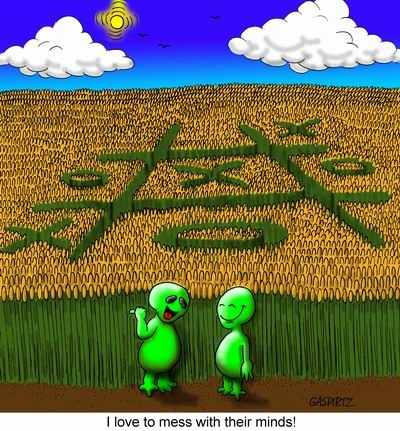
"Amo giocare con le loro menti" (vignetta satirica sui cerchi nel grano)